# 2019년 오스트레일리아 의회 침투 음모 사건
2019년 오스트레일리아 의회 침투 음모 사건에 대한 설명이다.
2019년 후반, 전 세계 여러 매체에서 중화인민공화국이 2019년 오스트레일리아 연방 선거에서 멜버른의 치스홀름 지구에 출마할 스파이를 모집하여 오스트레일리아 의회에 침투하려 했다는 주장을 보도했다.

## 주장된 음모
주장된 음모는 11월 24일 호주의 나인 네트워크에서 방영된 60 미뉴츠(60 Minutes)에서 음모에 대한 지식이 있는 소식통을 인용하여 공개되었다. 중국 스파이가 치스홀름 지구에서 한 남자의 캠페인에 자금을 지원하기 위해 100만 달러를 제공했다는 주장이 제기되었다. 치스홀름 지구에는 중국계 유권자가 많이 있는 것으로 알려져 있다.
2018년에 이 사건은 제안을 받은 사람이 호주 보안 정보 기구(ASIO)에 보고했다. 60 미뉴츠를 방영하는 나인 네트워크와 ASIO는 모두 자오에게 접근한 시점을 확인하지 않았다.

## 같이 보기
- 오스트레일리아-중국 관계
- 진입주의